# Niżnije Jołyszy
Niżnije Jołyszy (ros. Нижние Ёлыши) – wieś (dieriewnia) w Rosji, w Czuwaszji, w rejonie alikowskim. W 2021 liczyła 108 mieszkańców.